# Asłan Bżanija
Asłan Georgoriewicz Bżanija (abch. Аслан Гьаргь-иԥа Бжьаниа, gruz. ასლან გიორგის-ძე ბჟანია; ur. 6 kwietnia 1963 w Tamiszi) – polityk abchaski. W okresie istnienia ZSRR przeszedł szkolenie na funkcjonariusza KGB. Był szefem tajnych służb Abchazji. W 2014 kandydował w wyborach prezydenckich, zajmując drugie miejsce, zdobywając 36,6% głosów. Uchodził za faworyta w wyborach prezydenckich w 2019, jednak podczas kampanii trafił do szpitala z objawami zatrucia i ostatecznie przegrał z Raulem Chadżymbą. W marcu 2020 wygrał przedterminowe wybory prezydenckie. W nocy z 15 na 16 listopada 2024, w następstwie masowych protestów społecznych, opuścił stolicę. Nad ranem 19 listopada, po negocjacjach z opozycją, zrezygnował z urzędu.  